# John Peter Grant
Sir John Peter Grant, GCMG, KCB (Londra, 28 novembre 1807 – Upper Norwood, 6 gennaio 1893), è stato un diplomatico britannico, Governatore della Giamaica dal 1866 al 1874.

## Biografia
Grant studiò all'Eton College, poi all'Università di Edimburgo, e nel 1827 divenne uno studente dell'East India College di Haileybury. L'anno successivo entrò a far parte del servizio civile del Bengala e riprese gli studi al Fort William College di Calcutta, prima di venire nominato assistente magistrato a Bareilly. Nel 1832 tornò a Calcutta, dove seguì un periodo di nove anni durante il quale Grant ricoprì vari incarichi di segreteria amministrativi.

## Giamaica
Il 5 agosto 1866, Grant arrivò in Giamaica in seguito alla sua nomina come nuovo governatore dell'isola. Grant fu responsabile della soppressione della Chiesa anglicana in Giamaica, avvenuta nel 1870, e dell'istituzione di una forza di polizia nel 1867.
Morì a Upper Norwood il 6 gennaio 1893.

## Vita privata
Il 16 febbraio 1835, Grant sposò la figlia di un ufficiale del Bengala Henrietta Isabella Phillippa Plowden, nella cattedrale di Calcutta. La coppia ebbe cinque figli e tre figlie, una delle quali, Jane Maria Strachey fu una delle principali suffragette britanniche.
Suo figlio, il maggiore Bartle Grant, era il padre del pittore Duncan Grant.